# Bungalow U.K.100
Les bungalows « UK 100 » (UK pour United Kingdom, 100 pour le nombre d'éléments dont le bungalow était constitué), appelés aussi « britain house », ou « baraque américaine », furent produits dès 1942 aux États-Unis en carton renforcé et bois par quatre usines dont « The city lumber company » située à Bridgeport, Connecticut. En France, ils furent proposés par le ministère de la Reconstruction et de l'Urbanisme (MRU) dès 1945, pour reloger les populations sinistrées dans le cadre de la reconstruction du pays à la suite de la Seconde Guerre mondiale. Au Royaume-Uni, il y eut un programme comparable Houses for Britain.

## Histoire et architecture

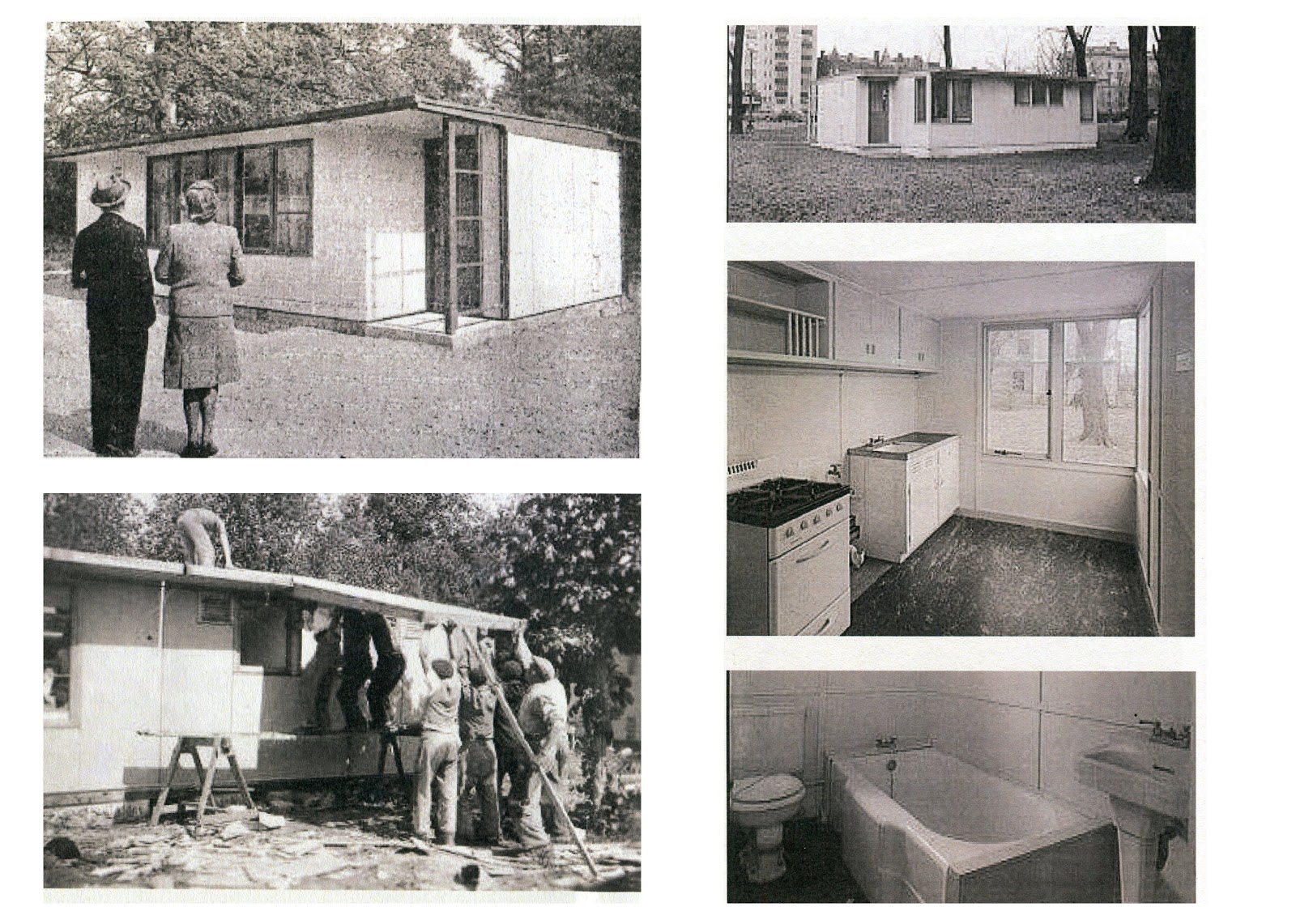
Opérations de montage & aménagement intérieur des UK 100.
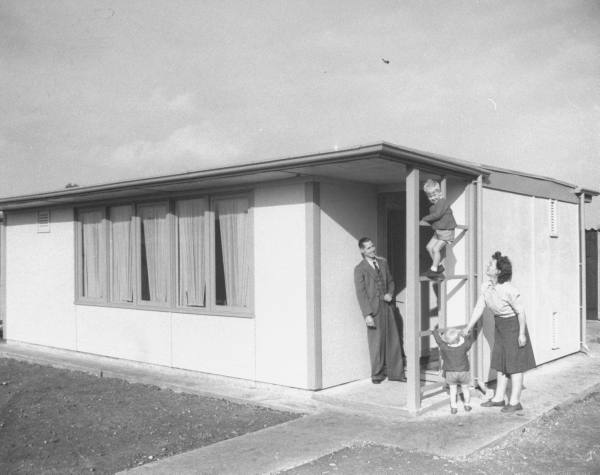
Une famille recevant son UK 100.
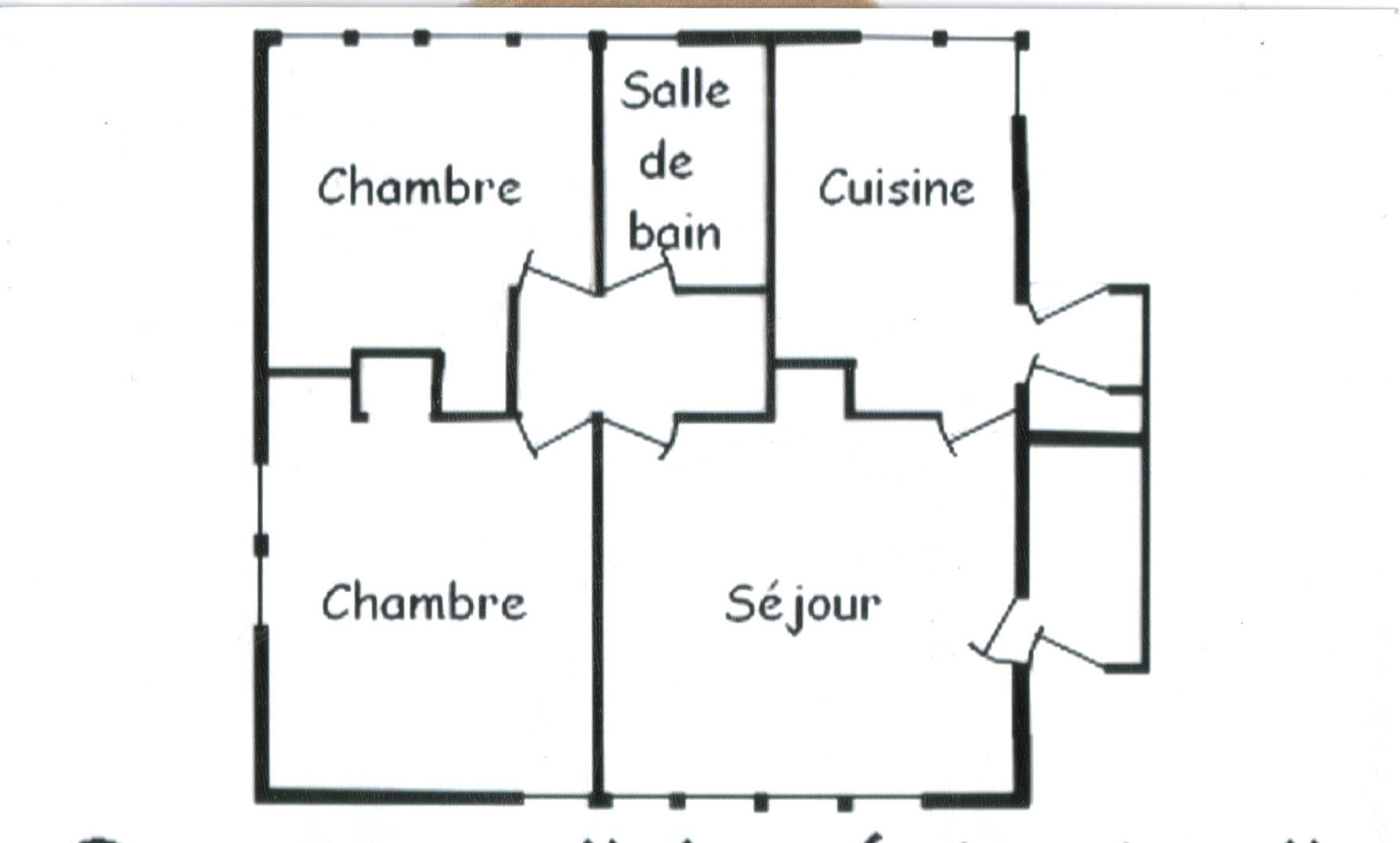
Plan d'aménagement d'un UK 100.

Le modèle UK 100, maison préfabriquée et bungalow, est né de la collaboration entre le Building Research Establishment (en), et « l'agence nationale de l'habitation » des États-Unis entre 1942 et 1945. 30 000 exemplaires étaient prévus afin d'atténuer la pénurie aiguë de logements en raison du Blitz (campagne de bombardements stratégiques durant la Seconde Guerre mondiale menée par l'aviation allemande contre le Royaume-Uni). Elle toucha principalement Londres mais également Coventry, Plymouth, Birmingham et Liverpool. Près de 3,75 millions de Britanniques évacuèrent Londres et les principales villes). 
M. Seaver, commissaire adjoint fédéral américain de la régie du logement public, et W. Schenker, directrice des refuges pour les réfugiés étrangers de l'agence fédérale du logement public, furent désignés pour suivre la production, les détails de constructions ainsi que les conditions de production aux États-Unis et de construction au Royaume-Uni. Le programme faisait partie des premières expériences internationales de « project management », technique ayant pour principal objectif de faciliter l'innovation et l'expérimentation ainsi que la tenue des délais dans la conception et la livraison et répondant au célèbre adage « Time is Money ». 
Les bungalows furent construits par quatre usines dont « City Lumber Company » à Bridgeport (Connecticut) et « Longfellow Buildings » à Portola (Californie), qui mirent en œuvre un procédé d'ossature en bois remplie de matériaux isolants et plaquée d'Isorel, le tout ignifugé. Les panneaux de toit assez lourds et étanchéifiés grâce à des bandes bitumées permettaient de garantir une stabilité à cet ensemble léger. Ses concepteurs ont montré une grande habileté et ingéniosité en élaborant le design d'une maison normalisée et usinée avec une triple problématique :
- une restriction de matériaux imposée
- la mise au point d'un conditionnement adapté à l'économie des espaces maritimes (les maisons sont envoyées par bateaux)
- la possibilité de construire entièrement manuellement les maisons avec un minimum de main-d'œuvre (les grues sont nécessaires uniquement pour le déchargement sur le site).

Pensée comme une boîte claire, avec des plafonds bas, une surface vitrée représentant 1/3 des façades, orientée pour une gestion optimale de la température. Homogène et rationnelle, sans perte d'espace, les baies vitrées s'ouvraient à l'extérieur et étaient protégées par une avancée du toit. Elles alternaient avec des fenêtres hautes afin de pouvoir placer des meubles au-dessous. Une rationalisation complète jusqu'à son propre nom « UK » pour United-Kingdom et 100 pour le nombre de pièces dont le puzzle était constitué. Dotée de tout le confort moderne de l'époque, d'une puissance visuelle démesurée, elle figurait l'idéal américain et se plaçait à la hauteur esthétique des luxueuses villas de la Côte Ouest des États-Unis. Une position idéale pour figurer dès mai 1945 dans les plus prestigieuses revues d'architecture anglo-saxonnes. Le lancement de produit fut réussi et accompagné d'une opération de communication hors normes ; le montage simultané de deux prototypes le 5 mars 1945. L'un à Scott Circle (en), non loin des pelouses de la Maison Blanche à Washington, l'autre dans les jardins de l'institut de recherche sur l’architecture, situé à Garston, Liverpool (en) dans la banlieue de Liverpool, au Royaume-Uni.

Les maisons étaient fournies dans le cadre du prêt-bail, contracté auprès de l'administration économique étrangère des États-Unis et distribuées par « l'agence nationale de l'habitation » et des entrepreneurs privés. Des livraisons régulières commencèrent au mois de mai 1945 et s'étalaient jusqu'au début de 1946. En août 1945, alors qu'environ 75 % des maisons avaient été réservées, et que 8 150 unités avaient été produites, le programme rencontra des problèmes financiers. En effet, les estimations de coûts indexées sur le prix des matériaux et de production de maisons traditionnelles variaient considérablement au moment où la guerre mondiale se terminait. L’opération de prêt-bail devint caduque et même annulée. Dès lors, les frais généraux encourus augmentèrent considérablement, d'environ 70 %. Un bungalow aurait dû être fourni à un coût de 800 £ par unité, un prix qui comprenait un droit de douane de 210 £. Après l'annulation du prêt-bail, la totalité du coût était portée à 1 330 £, y compris les droits de douane. Sur les 8 150 unités déjà livrées ou prêtes à être expédiées, 165 unités furent allouées aux autorités locales du Royaume-Uni et acceptées et, l'ordre restant annulé, les 7 985 unités restantes furent vendues au Ministère de la Reconstruction et de l'Urbanisme et expédiées en France.
Très différente des baraquements d’urgence de conception européenne et de construction sommaire, la maison américaine impressionnait avec sa ligne, son toit plat, ses grandes baies vitrées, alors qu’à l’époque le verre manquait totalement en France. Ses pièces séparées, deux chambres, un séjour, une salle de bains et des toilettes intérieurs, une cuisine intégrée ou la théorisation du parcours idéal d’un ustensile de cuisine est reine, constituaient presque du jamais vu. Des surfaces lisses, du linoléum, pour un entretien facile, une hauteur certaine pour pouvoir passer l’aspirateur sans avoir à se pencher. Un objet futuriste et un idéal pour le Français de l'époque car l'espoir du pavillon était déjà dans la majorité des têtes alors que se dessinait un contraste saisissant avec les projets de reconstruction en immeubles collectifs. Si des expériences ponctuelles furent menées dans la cité expérimentale de Merlan à Noisy-le-Sec, le pavillon rêvé par le plus grand nombre se réduisait pourtant au baraquement provisoire équipé d'un simple point d'eau et d'un unique poêle à charbon… Dans la pratique, les infrastructures de villes détruites ne permettaient pas de relier la maison au réseau d’eau, et la baignoire, objet de tous les fantasmes, qui représentait à elle seule tout l’esprit novateur de cette maison, servait en priorité au lavage du linge, permettant d'éviter le lavoir public ; parfois, et accessoirement, pour le bain avec de l'eau tiédie en hiver par un serpentin qui passait dans le poêle de la salle à manger ou sur le fourneau de la cuisine. Mais également pour le stockage de pommes de terre, de lapins, ou de charbon… Quant aux WC, bien des sinistrés ont envié ceux installés dans les américaines ; ce qui n'était pas le cas pour d'autres constructions qui disposaient d'une cabane pour quatre baraques ou un bloc sanitaire pour toute la cité provisoire. De plus, peu adaptées au climat du nord-ouest de la France, avec leurs toitures plates et leurs grandes baies-fenêtres sans volets, les intempéries puis la chaleur disloquent rapidement les toitures et l’eau pénètrait par les fentes. Elles furent rapidement l’objet de critiques et demandaient des adaptations constantes et coûteuses : le percement de nouvelles évacuations correspondant aux diamètres des tuyaux français, l’adaptation des prises électriques ou bien encore le recouvrement de l'isorel par du coaltar, suivi de plaques de fibro ciment ou de bardage, la création de sur-charpentes pour accentuer l’inclinaison des toitures… Cette maison pourtant fruit d’un idéal architectural montre un décalage tragique avec les réalités quotidiennes de la reconstruction de la France à la fin des années 1940…

## Conservation

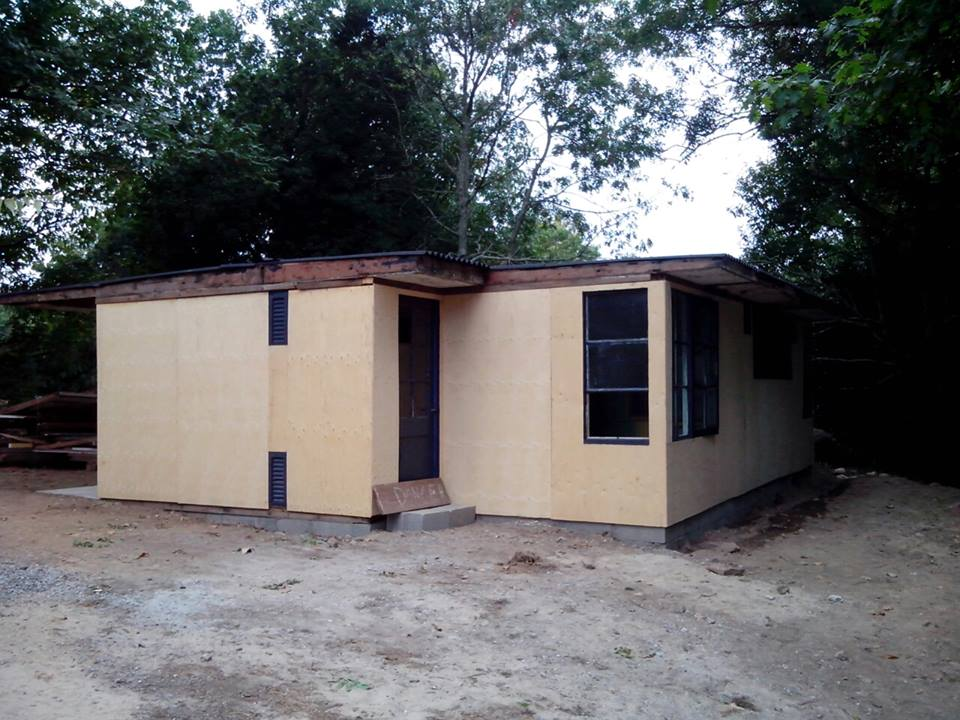
UK100 situé 253 bis, cité de Soye, ouvert au public.
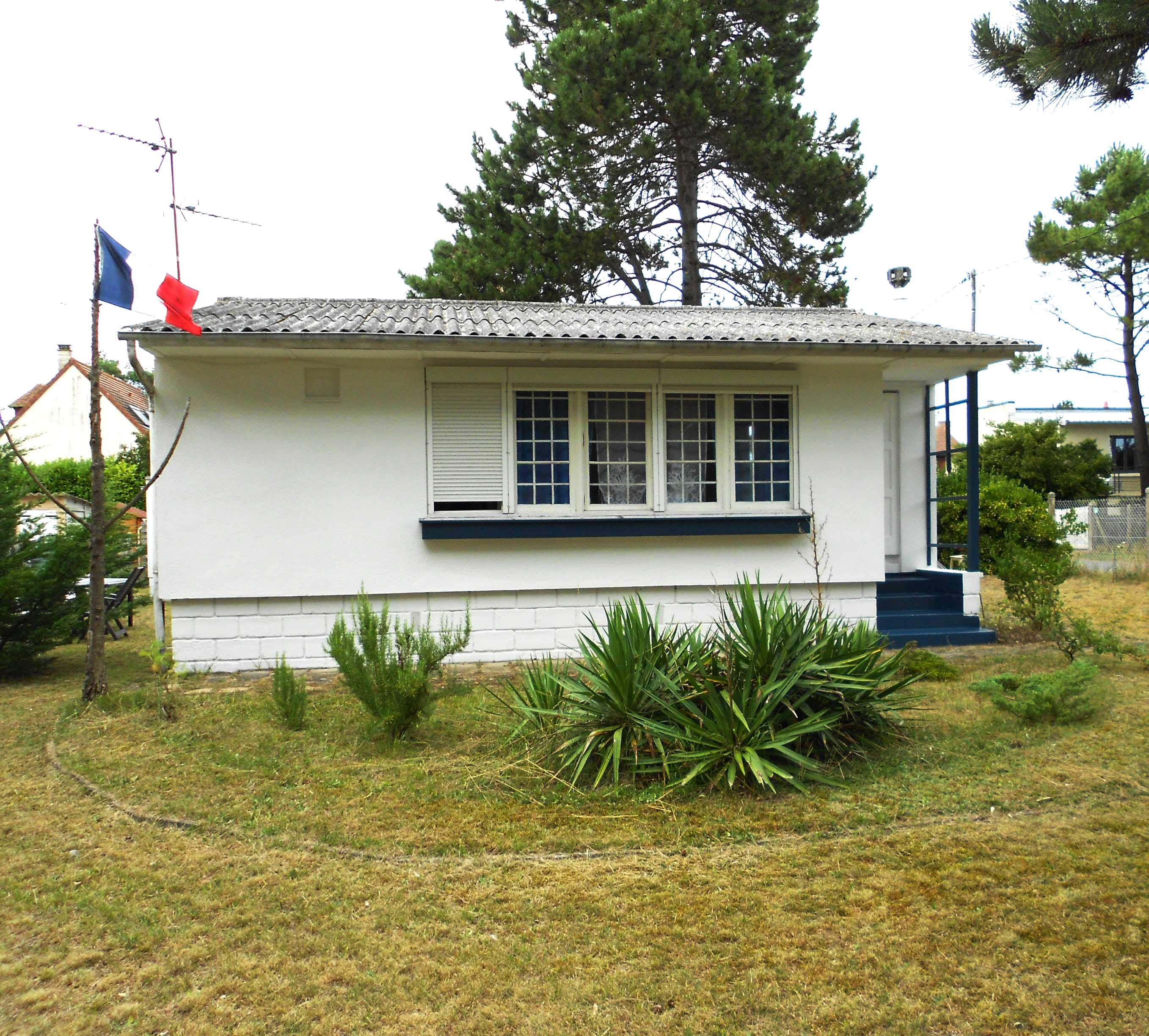
Bungalow UK 100 au Home, quartier de Varaville (Calvados).

En 2012-2013, l'association ploemeuroise (commune proche de Lorient) Mémoire de Soye, labellisée par la Fondation du Patrimoine, épaulée par l'Union REMPART et les collectivités locales, a démonté, déplacé, remonté et restauré un UK 100. Numéroté 253 bis cité de Soye, celui-ci accueille les expositions temporaires de la "Cité de l'habitat provisoire" (seul micro-musée consacré à l'architecture modulaire du milieu du XXe siècle). Le modèle est inscrit au titre des monuments historiques .

## Sources
- Jean-Claude Duquenoy, Cartonville la Cité Lesieur, t. livre 1, Calais, Éd. Centre Social Espace Fort, 2007, 1re éd.
- Mickaël Sendra (préf. Roland Delalee (†), ancien habitant de la baraque 204, président du PLL), Mémoires de Soye : de château en baraques, Plœmeur, Éd. Mémoire de Soye, juillet 2009, 2e éd. (1re éd. 2004) (ISBN 978-2-9525071-0-3 et 2-9525071-0-4)
- (en) Brenda Vale, Prefabs : The history of the UK temporary housing programme, Taylor & Francis, août 1995